# Задочни репортажи за България
„Задочни репортажи за България“ (оригинално заглавие „Задочни репортажи за задочна България“) е сборник есета от Георги Марков, посветени на различни аспекти от обществено–културния живот в България по времето на комунистическото управление на страната. Книгата обхваща периода от 1946 до 1969 г., годината на заминаването му от България в чужбина.

## История
Тази книга се ражда от поредица предавания „Контакти“ на Димитър Бочев, излъчвани по радио „Свободна Европа“ (Мюнхен, ФРГ) от ноември 1975 до юни 1978 – общо са излъчени около 137 емисии. Георги Марков по това време работи за ББС и има обвързващ договор, но като вид „признание“ и оценка на таланта му е предоставена възможността да пише текстове и за други радиостанции, стига сам да не ги чете или участва в тези предавания лично. Така става възможно Марков да пише за колеги от други медии и да подобри материалното си положение, а предаванията му донасят допълнително литературното и публицистично признание и оценка.
Оригиналното заглавие, предложено от Георги Марков на „Свободна Европа“, е „Задочни репортажи за задочна България“ с намерение тези есета да се излъчват в програмата „Контакти“. Редакцията на „Свободна Европа“ намира названието „задочна България“ за обидно и излъчва предаванията под името „Задочни репортажи за България“.

### Първо издание в чужбина
Първото печатно издание на „Задочни репортажи за България“ става възможно само благодарение на настойчивостта и упорития труд на българския емигрант в Цюрих (Швейцария) Йосиф Загорски. Той е бивш царски офицер от авиацията, който през 1970 г., на възраст 53 години, емигрира през Холандия и Италия в Швейцария, където работи като електротехник. Загорски редовно слуша предаванията „Контакти“ по „Свободна Европа“ и лично записва редица от тях на касети. По негови думи още в средата на 1978 г. той пише на Георги Марков в ББС със запитване дали е издал „Репортажите“, има ли намерение и има ли нужда от материална помощ в това начинание. Георги Марков не отговаря на писмото и не става ясно дали го е получил изобщо. На 9 септември 1978 г. (два дни след покушението над Георги Марков в Лондон), когато по повод на годишнина от смъртта на бившия цар на България Фердинанд и панихидата по този повод в Кобург (Германия) Загорски се среща и обсъжда въпроса с Христо Огнянов – последният изказва опасения по повод на разходите, а след смъртта на Георги Марков настоява и за „редакция“ на готовия текст. Загорски не се съгласява и решава сам да се заеме с въпроса. Първият непосредствен контакт на Йосиф Загорски с печатния текст на някои от „Репортажите“ е в новогодишната вечер срещу 1979 г., когато Васил Кожухаров неочаквано довежда Йосиф Загорски в Мюнхен да празнуват заедно със семейството на Димитър Бочев новогодишния празник. Познанството и приятелството между Загорски и Кожухаров е отдавнашно, датира от времето, когато и двамата са били царски офицери в армията на Княжество България. Всъщност Загорски прекарва цялата вечер в четене на „Репортажите“, вместо да празнува с останалите. Той прави известен брой фотокопия, но позицията на Бочаров е деликатна – текстът принадлежи на „Свободна Европа“, за него са изплатени авторски хонорари и без формално разрешение не е възможно нищо повече. Димитър Бочев успява да свърже Йосиф Загорски с Методи Захариев, по това време директор на Българската секция. Постепенно се постига и приемлива рамка на споразумение: радиостанция „Свободна Европа“ да предостави печатния текст на „Репортажите“ на Й. Загорски с цел публикация в книга на всичко излъчено – разбира се, не всичко съществува в пълен обем: някои есета например се събират „на ръка“, други се набавят от разпечатки на записани на касета предавания. Средствата се събират също много трудно – Йосиф Загорски разпраща над шейсет писма по целия свят, където живеят български емигранти, с призив за помощ. Анабел Маркова се отказва от авторски права, материално помагат Н.Ц.В. Симеон Втори от Испания, братът на Георги Марков – Никола Марков от Италия и двама приятели емигранти на Загорски от Цюрих – Маргарит Велев и Георги Димитров. Анабел Маркова и Никола Марков се отказват и от всички възможни бъдещи хонорари от продажбите, пренасочвайки средствата към фонд „Георги Марков“. В този фонд Загорски смята да пренасочи и средствата от една бъдеща публикация на около три тома от предаванията на Георги Марков по „Дойче Веле“, но това не се реализира поради особените трудности около издаването на „Задочни репортажи за България“ и свързания с това финансов неуспех на изданието. Дълго време Загорски се опитва да публикува „Задочни репортажи за България“ чрез издателството на Ценко Барев, който впрочем публикува някои от есетата от „Задочни репортажи за България“ в собственото си сп. „Бъдеще“, в нарушение на авторските права на Анабел Маркова .
„Репортажите“ са публикувани на български език от фонд „Георги Марков“ през 1980 – 1981 г. в Цюрих, в два тома, съставител и редактор Йосиф Загорски. Първият том съдържа 69 репортажа в 560 стр. в тираж 2000 и предговор от П. Семерджиев. Вторият том е от 592 стр. в тираж 1500 и съдържа останалите репортажи – от 70 до 137. Българската емиграция не откликва и целият тираж е на загуба. Емигрантското издателство „Свободно земеделско знаме“ под редакцията на проф. Спас Райкин публикува унищожителна критика от дванайсет страници, с което надминава българските официози и комунистическата пропаганда. Други издателства и емигрантски групи просто пренебрегват изданието. Редица емигранти поръчват, получават, но не заплащат поръчката. Други вземат книгата на ръка от Димитър Бочев, а после я изхвърлят на югославска територия, метри преди граничния пункт Калотина. На практика книгата не получава широк отзвук сред емигрантите. Единичните копия, които достигат България, са бързо конфискувани или не циркулират широко поради липса на организиран „самиздат“ вътре в страната.
Комплект от двата тома, издадени от Йосиф Загорски през 1980 – 1981 г. в Цюрих, притежава Националната библиотека „Св. св. Кирил и Методий“ в София (сигн. 461969).
Второ издание в чужбина
През 1984 г., отново в Цюрих, е осъществено ново издание на първия том от „Задочни репортажи за България“. Това издание има същото съдържание и оформление като първото от 1980 г., но в него са отстранени печатните грешки, изброени в предходното на цяла страница, а в издателското си каре то е обозначено като „второ“. Второто издание на първия том от „Задочни репортажи за България“ е документирано чрез бройка, съхранявана в лична сбирка в София.
Конспиративно издание в чужбина
Т. нар. конспиративно издание на „Задочни репортажи за България“ е осъществено през 80-те години на XX век в Париж от издателството „Пеев и Попов“. Тоя „познат на всеки по-отракан антиквар джобен двутомник“ също е останал „не просто в сянката на големия си цюрихски първообраз (осъществен от Йосиф Загорски), но и изобщо извън погледа на литературоведите“. Изданието се схваща като конспиративно както от един от разпространителите на книгата Димитър Бочев, тъй и поради следните свои признаци:
1. Умалено фототипно копие на цюрихския двутомник, то е отпечатано върху много тънка хартия (подобно на разпространяваните по онова време контрабандно в България протестантски библии) и е в джобен формат[6].
2. Заглавието и авторът не са обозначени върху корицата, на която са отпечатани единствено инициалите „ГМ“[4].
3. Белязано е с неистински издателски данни „Самиздат, София“[6], което и до наши дни кара негови някогашни читатели да го възприемат като продукт на самиздатска дейност на дисиденти в България[4].
4. Историята около финансирането, отпечатването и разпространението му продължава да е твърде неясна.[5]

Освен в лични сбирки, бройка от първия том от конспиративното издание на „Задочни репортажи за България“ (сигн. Б/П/М 32) е запазена и в Добричката библиотека „Дора Габе“, на която е подарена и част от личната библиотека на Петър Увалиев.

### Първо издание в България
След падането на комунистическия режим през 1989 г. книгата е издадена от „Профиздат“ през юни 1990 г. в тираж от 70 085 екземпляра.

## Оценки
„Задочни репортажи за България“ е безспорно най-яркото българско литературно произведение от втората половина на ХХ век. Шедьовър с непреходна стойност, тази книга има заслужено място в пантеона на най-великите български национални литературни достижения. Не само езика, стила или тематиката прави тази книга национална гордост и определя нейната ценност. Това е портрет на една нация в динамика – портрет на едно общество, бавно и трайно загниващо и загиващо под унищожителното влияние и тоталната животинска агресия на един от най-безчовечните и жестоки политически режими и идеология. Истинската сила на тези репортажи е в прекия им език, в безкомпромисната откровеност, съчетани с абсолютно и несравнимо писателско майсторство както по отношение на езика, така и по отношение на фабула, стилистика, изложение, стегнатост и богата образност в силно концентриран по обем текст.
От друга страна, тази книга има и скрит подтекст – тя е произведение на писател и личност, дълбоко разочарована и депресирана от видяното – както на родна земя, така и в емиграция. Депресиран вследствие на несбъднатите му очаквания от емиграцията, Георги Марков с тъга разбира, че за никого „навън“ положението в България не е актуална тема и че всичко е борба с политически характер и мотиви, толкова далеч от борбата на един народ срещу една тирания. Към това се прибавя и осъзнаването какво точно Марков е преживял в България – и като личност, и като обществена фигура, от което депресията му се удвоява. В този смисъл „Задочните репортажи“ не са вид „носталгичен материал“. Те са продукт на „двойна депресия“ – на човек, виждащ истините на запад и още по-тъжните истини, стоящи назад в миналото. От което и толкова подчертаваното в тази книга „чувство за безизходност“ е постоянно присъстващ мотив. Тази безизходност е в действителност осъзнатата истинска природа на човека, която само получава цветова окраска в зависимост от политическото статукво, но не променя същността на нещата. И може би, до известна степен, и крушение на ценностната система.
По същност и структура „Задочни репортажи за България“ е серия от „калейдоскопични“ по форма есета, в хронологичен аспект.
Според други (Борислав Гърдев) „Задочни репортажи за България“ са „...панорамна хроника на една отминала мрачна епоха, подложена на безпощадна дисекция и ирония, в която се чувства и горчивата носталгия по безвъзвратно отминалите младежки пориви, и омразата към социалистическата номенклатурна банда, чиято еманация е вечният и незабравим Тодор Живков, и след която остава „чувство за непоносимост“.
Някои от тях отразяват авторски преживявания от личен характер. Друга част са есета по широк кръг теми от обществения, културен и битов живот в комунистическа България, с елементи на етнографски анализ. Обединяващо звено е обективността, критичния подход и умелата социална „анатомия“, съчетано с превъзходно писателско майсторство на формата, безупречна стилистика и богат, жив български език, с почти гениално умение що се отнася до богата образност в ограничено по обем изложение (напр. описанието на възрастната жена, носеща на гръб сноп съчки в дъждовен ден в Русе, край Дунава, когато и тя самата не знае „нито коя съм, нито къде отивам“). И всичко това се постига без абстракции, неразбираеми алегории, отец Ередия или „говорещи фикуси“. Особена и неповторима черта на „Репортажите“ е липсата на политическа канава като основа на художественото изложение – политическият коментар или рамка винаги са следствие от анализа на реални събития, личности, факти, обществени отношения. В този смисъл, литературното изложение не е отблъскващо и не се налага на читателя като вид безапелационен постулат – кредо за задължителна асимилация. Заключението след прочитането на реалните факти води до изводи – и те са оставени свободно персонални. Марков не налага – той оставя читателя сам да оформи своето мнения въз основа на изложеното. В това отношение „Репортажите“ се отличават драстично и от всичко публикувано дотогава в дисидентската преса, и от традициите, в частност от утвърдилия се „навик“ авторът да насажда, контролира, настоява и да упражнява насилие над читателя под една или друга форма.
Дълбокото познаване на българската реалност отдалечава Марков в „Задочните репортажи“ от абстрактността, сухостта и агресивната наивност на известни писатели-емигранти, поставили перото си в услуга на политическия интерес на момента, тотално непознаващи елементарни съставки на националния бит при комунизма. В този аспект критичният подход на Марков към обществения строй и порядки в България се базират на човешката му критичност към несправедливостта и неприемането на стерилния обществен живот „под похлупака“, а не са следствие от предъвкване и скандиране на политически лозунги, наивни по съдържание и анекдотични като възприятие. Критичността на битовите аспекти от живота на обикновения гражданин се поднася къде иронично, къде с нотки на тъга – но никога поучително или назидателно, от позицията на „богатия роднина“ към „бедния племенник“. Политическият анализ, където присъства, винаги е следствие на изложението, а не „декларация на политически убеждения“, предшестващи „напасвани“ и нагласени към нея факти. Този анализ Марков базира на анализа на човешки съдби, постъпки, характери и взаимоотношения по времето на едно дълбоко дехуманизирано управление, дехуманизиращо постепенно, но трайно и унищожително, и самия индивид. Марков разглежда всичките си „герои“, и себе си включително, несъмнено като жертви, а постъпките, мотивите и всекидневния живот като следствие от невъзможността за избор да се живее различно. В това отношение подходът му драстично се отличава от подхода на почти всички съвременни нему емигранти писатели и публицисти, които се упражняват в поучаване, назидание и нравоучение на една нация от разстоянието на личната си безопасност вместо да преживяват, съчувстват и съпреживяват в чисто човешки аспект.
„Задочните репортажи“ не е типична дисидентска книга – в нея няма безкраен негативизъм, бездънен песимизъм, чувство за отмъщение или крайно отчаяние. Нито религиозен фанатизъм. В нея просто се рисуват човешки съдби, обществени нрави и абсолютно неадекватно обществено-политическо управление от некадърни, бездарни и примитивни индивиди – несведущи, които възпроизвеждат като клонове себеподобни както на личностно, така и на обществено ниво, гарантирайки трайността и необратимостта на пораженията в обществения и икономически живот на своите нации. Силата на изображението на характери, събития, обществени развития е в тяхната ненарочна обикновеност, в тяхната вътрешна „логика“ на постъпки, мотиви, действие и начин на живот – в този аспект комунистът действа според вътрешната си псевдоидеологическа логика („бай Киро“), милиционерът съсед, с гузната съвест и нощни кошмари – според примитивните разбирания на властта за „дълг“ и „служба“, а Владо Мусаков – според традицията на почтеност и честност, заложени в генетичния код на неговото семейство. Образите на националните традиции и обичаи („Българският Великден“) са в хармонично съзвучие с носителите им и се поднасят не само като изолиран спомен от миналото, но и като напомняне къде са нашите корени, къде е нашият морал, кои сме ние, откъде идваме и накъде не трябва да отиваме. Така хармонично се противопоставя народът на властта и това противопоставяне показва изродения характер на същата тази власт в сравнение с националните традиции, морал и чест, запазени и носени през столетията и вградени в националния характер като вид „генетичен код“. И така, според Марков, неадекватността на комунизма към националния ни характер, като подход и практики, е въпрос на конфликт с националните ни черти, а не въпрос на идеология. От което следва, че единственият шанс на комунизма да победи в България е като унищожи генетичната памет на поколенията и техния морален компас, унищожавайки религия, семейство, семейни традиции, обществен живот, икономически взаимоотношения и структурата на държавното управление. Според „Задочните репортажи“ към края на 60-те год. това унищожение е почти пълно и завършено – и по форма, и по обем. Което се потвърди и в годините след падането на комунизма в България, когато на нищо не можеше да се стъпи в опит за изграждане на нормално общество. В това отношение (а и в ред други) книгата се оказа пророческа.